# Rafael Salillas
Rafael Salillas y Panzano (Angüés, 26 de marzo de 1854-Madrid, 22 de mayo de 1923) fue un criminólogo español.

## Biografía
Nació el 26 de marzo de 1854 en la localidad de Angüés, en la provincia de Huesca. Amigo y condisdípulo de Santiago Ramón y Cajal, estudió medicina en Madrid, de donde volvió a Huesca y fue alcalde, para posteriormente ingresar en 1880 en la Dirección General de Prisiones. Junto a Francisco Silvela llevó a cabo varios proyectos de reforma penal.
Merced a su abundante obra en materia criminalística, dio clases en varios foros, incluso en la Universidad Central de Madrid. El también criminólogo Quintiliano Saldaña (1878-1938) realizó una biografía sobre Rafael Salillas. En su honor, existen calles con su nombre en Zaragoza y Huesca, así como un centro de inserción social con 67 celdas, en Huesca. Falleció el 22 de mayo de 1923 en Madrid.

## Pensamiento
La idea de Salillas se basa en la delincuencia como consecuencia de la pobreza. Esta apreciación la toma de Cesare Lombroso en su obra L’Uomo delinquente (1876), y la extiende para abarcar ámbitos demográficos, evolutivos, y hereditarios. Todos ellos forman la «nutrición» del individuo; cuando se produce deficiencia de alimentación social, se degenera en delincuente.
A estos rasgos sociales se añaden los genéticos. Mediante la antropología criminal, elabora una sistematología estricta para analizar las etapas evolutivas. Así, opina que es posible detener el proceso regresivo.

## Obras
Escribió varias obras: 
- La vida penal en España (1888)

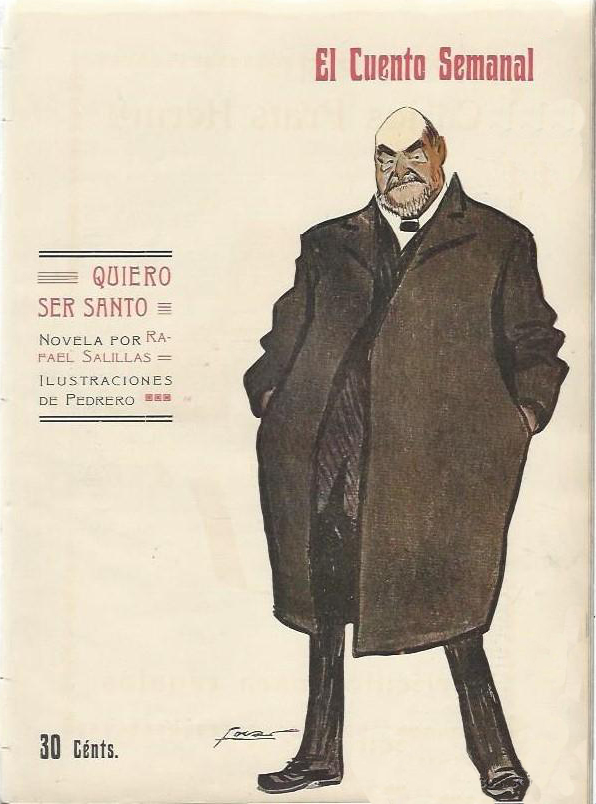
Quiero ser santo, nº 52 de El Cuento Semanal (27 de diciembre de 1907). Portada de Tovar.

- La antropología en el derecho penal (1889)
- Doña Concepción Arenal en la ciencia jurídica, sociológica y en la literatura (1894)
- El delincuente español: el lenguaje (estudio filológico, psicológico y sociológico)... (1896)
- Hampa: antropología picaresca (1898)
- La teoría básica (bio-sociología) (1901)
- Un gran inspirador de Cervantes: el doctor Juan Huarte (1905)
- El tatuaje y el destatuamiento en Barcelona: conferencia... en el Ateneo de Madrid, 9 de junio de 1910 (1910)
- La evolución penitenciaria (1919)